# Мост Мапуту — Катембе

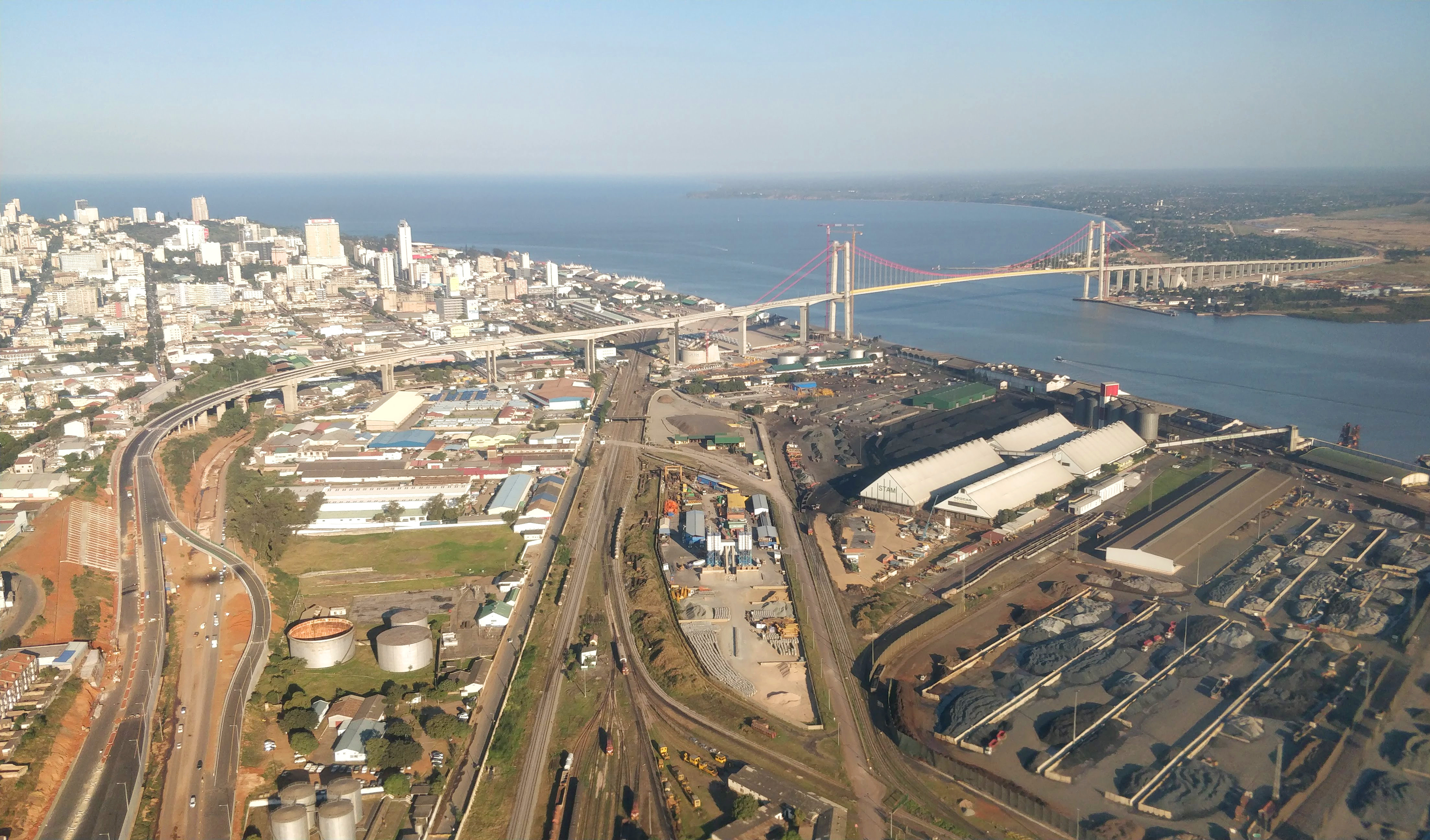
вид на мост Мапуту—Катембе с северного берега бухты Мапуту, Мозамбик

Мост Мапуту — Катембе (порт. Ponte de Maputo a Katembe) — автодорожный висячий мост через бухту Мапуту на юге Мозамбика. Мост соединяет столицу Мозамбика Мапуту, находящуюся на северном берегу, с расположенным на южном берегу её пригородом Катембе. Строительные работы начались в 2014 году, официальное открытие моста состоялось 10 ноября 2018 года. Строительные работы выполняла Китайская корпорация по строительству мостов и дорог. Большая часть проекта финансировалась за счёт кредитов китайского Эксим банка.
Этот мост является самым длинным подвесным мостом на африканском континенте, по этому показателю он превзошёл построенный в 1983 году в Демократической Республике Конго мост Матанди.

## История

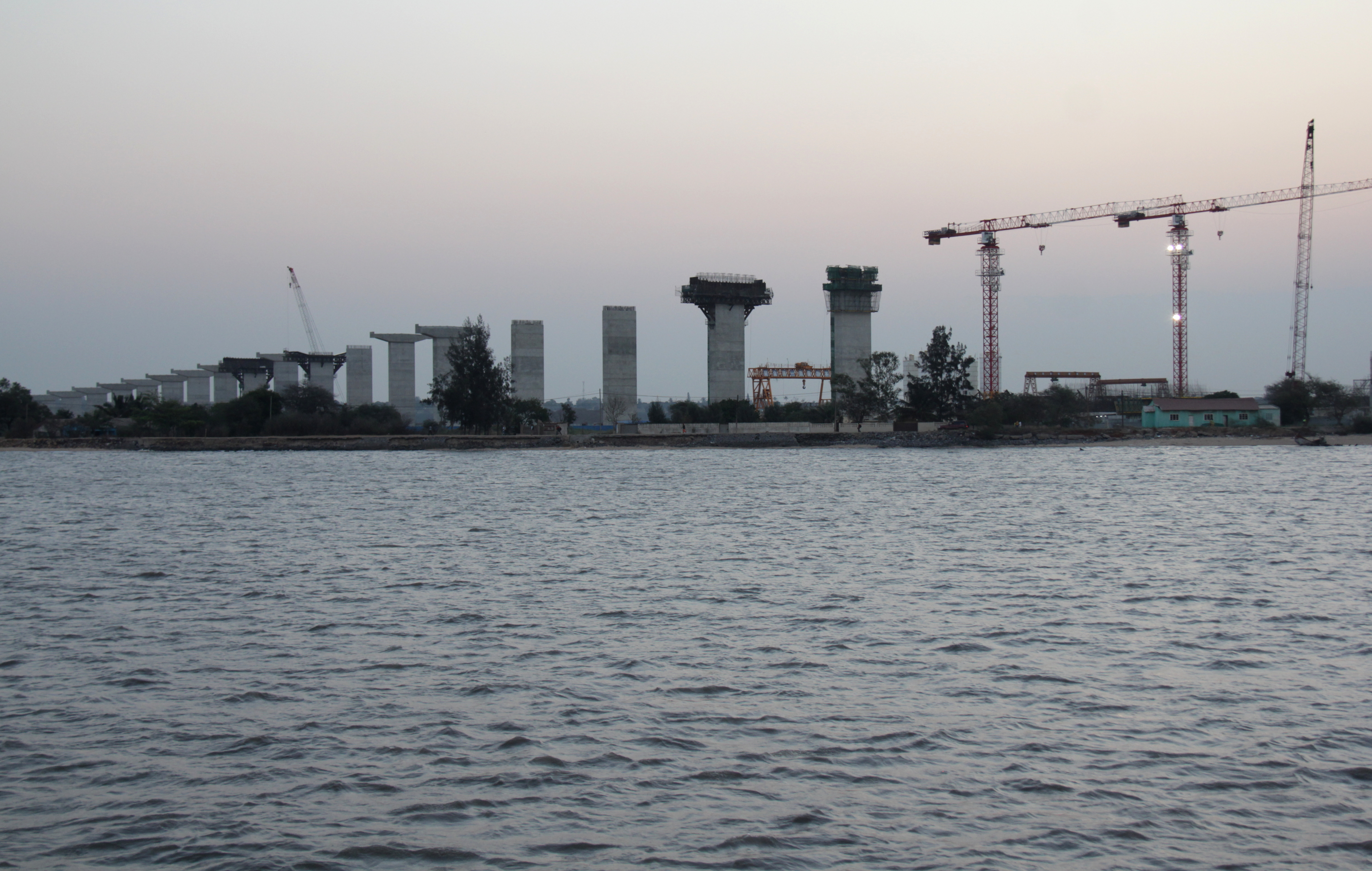
Завершённые опоры строящегося моста Мапуту—Катембе (вид на юг, в сторону Катембе; сентябрь 2016

Постройка моста через бухту Мапуту — аналога моста 25 апреля через реку Тахо в Лиссабоне — планировалась уже много лет. В 1989 году Всемирный банк профинансировал план урбанизации Мапуту, включавший строительство моста.
Только благодаря окончанию гражданской войны, многочисленным инвестициям в ходе газового и нефтяного бума, и связанного с этим сильного экономического подъёма в Мозамбике, правительство страны смогло заняться этим проектом. Правительство объявило о своей заинтересованности в проекте в ноябре 2008 года
В результате визита в 2010 году тогдашнего премьер-министра Португалии Жозе Сократеша изначально планировалось финансирование со стороны Португалии. Однако, из-за масштабного финансового и бюджетного кризиса в стране это обязательство выполнить не удалось. После визита в августе 2011 года президента Мозамбика Арманду Гебузы в Китайскую Народную Республику обе страны договорились о финансировании проекта Китаем.
Первые подготовительные работы начались в июне 2014 года. После некоторых задержек, особенно при переселении жителей в районе Мапуту Маланге — мост был открыт 15 ноября 2018 года.

## Конструкция

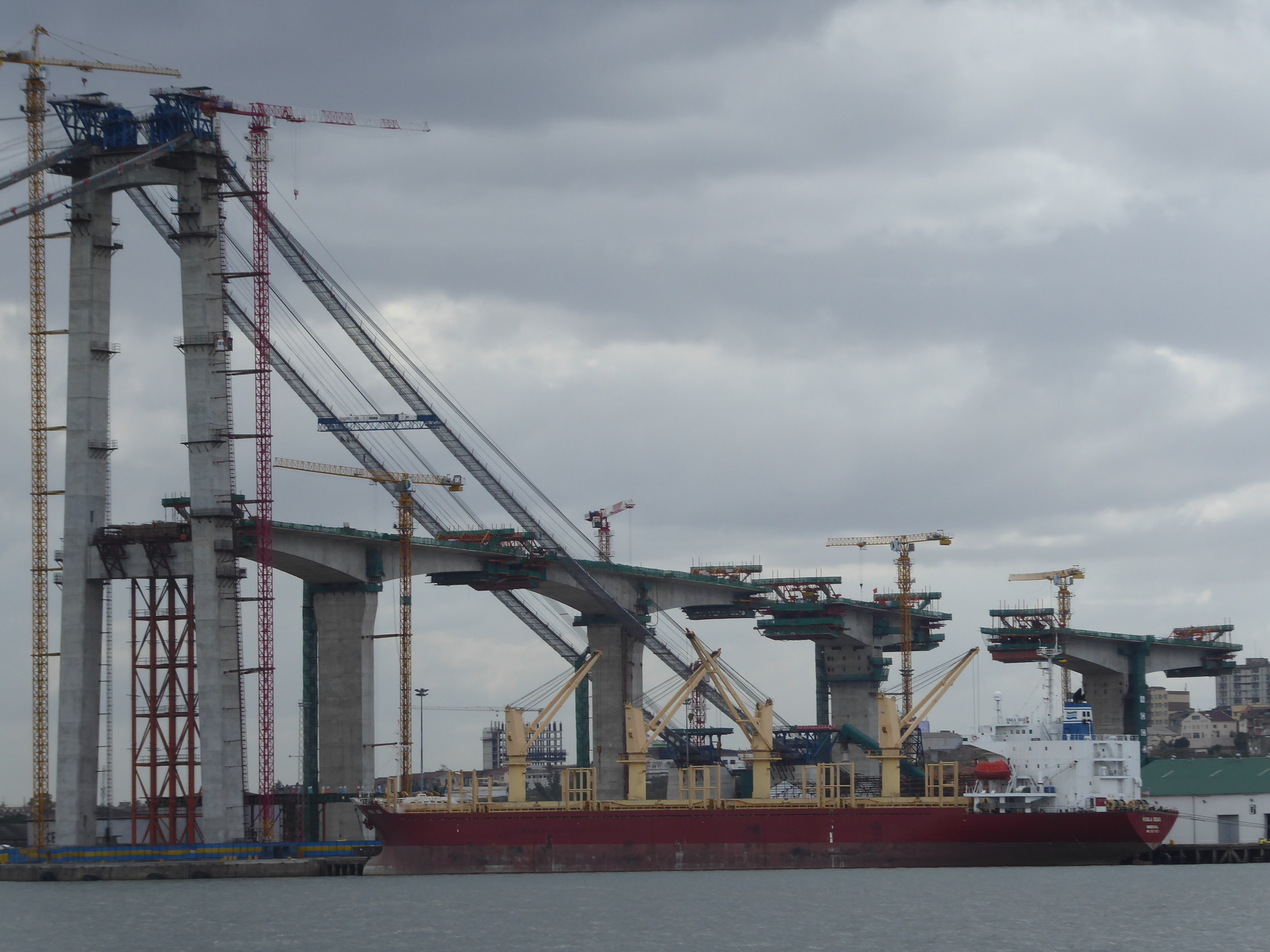
Строительные работы на северной части моста (Сентябрь 2017)

Мост висячий четырёхполосный длиной 3041 м, пересекает залив на высоте 60 м. Северный виадук имеет длину 1097 м, построен в форме буквы S и соединён с кольцевой развязкой Praça 16 de Junho (соединённой с шоссе EN1/EN2/EN4) в районе Мапуту Маланге. Южный виадук имеет длину 1264 м и состоит из сборных элементов. Он напрямую связан с дорогой, ведущей в Понта-ду-Ору. 
Первоначально опоры также планировались и в самой бухте, но после изменения плана их убрали, чтобы на создавать помех судоходству. Центральный пролёт — 680 м Это делает его самым длинным подвесным мостом в Африке. Каждый из основных поддерживающих тросов соединён прочным анкерным блоком со стальными конструкциями на севере и на юге. Чрезвычайно высокие нагрузки потребовали свайного фундамента диаметром от 1,5 до 2,2 м. Сваи погружены в дно залива на 110 м, высота двух пилонов составляет 141 м, проезжая часть находится на высоте 40 м. Отдельные сборные стальные элементы проезжей части имеют ширину 25,6 м и длину 12 м. Они были изготовлены в Китае и устанавливались с корабля.
Проект также включал продление дороги от Катембе до пограничного города Понта-ду-Ору (129 км) и между Боане и Бела Виста (63 км), включая мосты через реки Мапуту, Фути и Умбелузи. После завершения строительства моста стало возможным продление через него магистральной дороги EN1 до Понта-ду-Ору.

## Последствия постройки моста

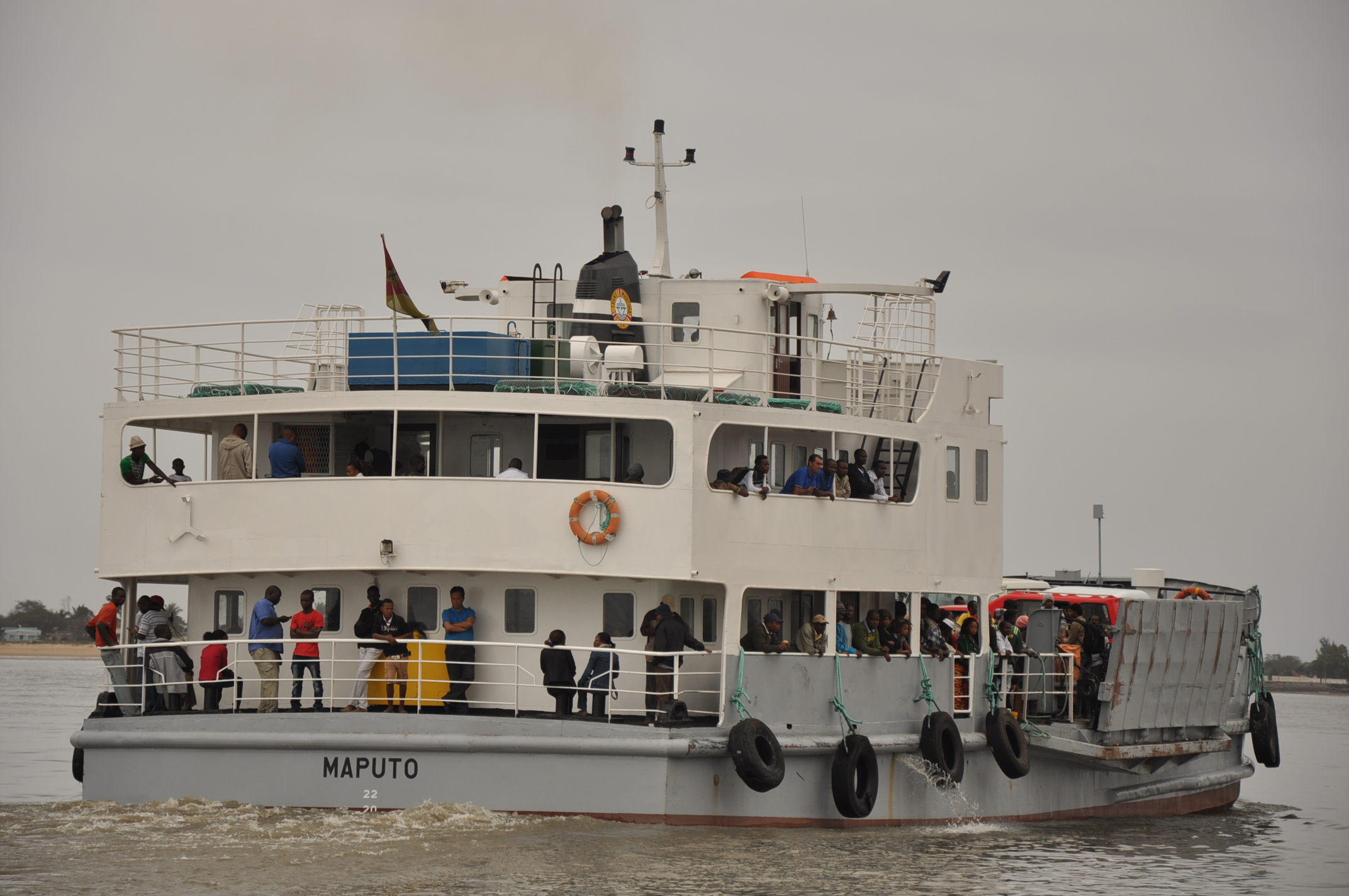
Ранее прямым и самым быстрым средством сообщения был паром государственной судоходной компании Transmarítimo

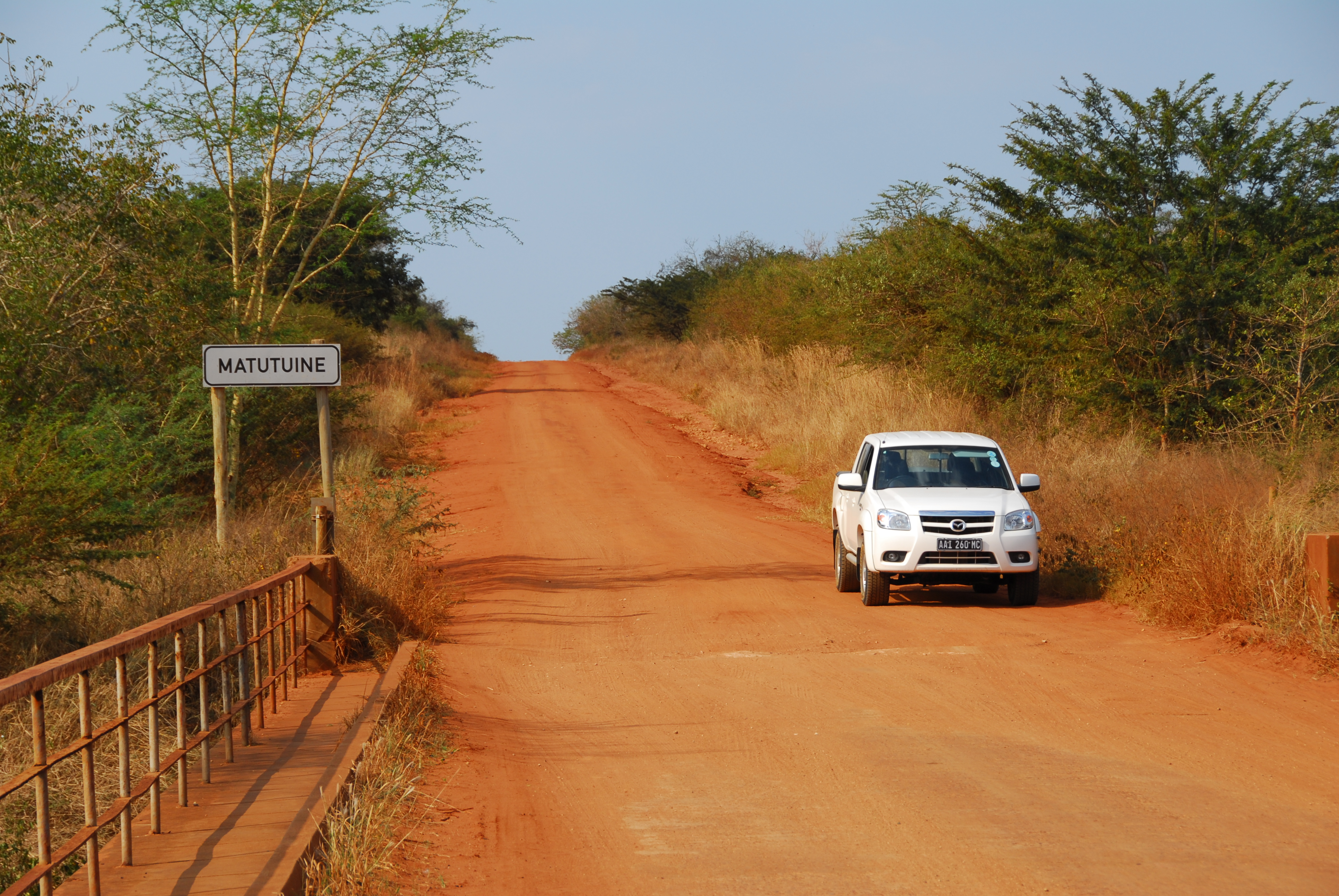
Раньше дорога между Катембе и Боане до Понта-ду-Ору не была заасфальтирована и могла стать непроходимой, особенно в сезон дождей.

Хотя Катембе и входит в состав Мапуту, пространственное разделение двух частей города имеет огромное значение. В то время, как центр Мапуту и особенно его центр сильно урбанизирован и насчитывает два миллиона жителей, на другом берегу залива большинство зданий одноэтажные, а дороги не имеют твёрдого покрытия. По оценкам, в настоящее время в Катембе проживает от 15 000 до 20 000 человек.
Согласно стратегическому плану застройки Катембе приблизительно 9 510 000 м² (и, таким образом, 58,95 общей площади) должны быть зарезервированы под жильё. 3 200 000 м² (20,3% общей площади) предназначены для сферы услуг, 1 880 000 м² (11,7%) — для промышленности.
Продление дороги до Понта-ду-Ору и Квазулу-Натал (Южная Африка) значительно сократит время нахождения в пути. Совместный туристический план с южноафриканской провинцией Квазулу-Натал и Королевством Свазиленд направлен на привлечение большого числа посетителей на юг Мозамбика.

## Награды
Мост привлёк всемирное внимание и признание в среде специалистов. В дополнение к премии
FULTON 2017 и 2019 — высшей награде за бетонные конструкции в государствах юга Африки — в июне 2019 года в Нью-Йорке мост был также награждён «Премией за заслуги» журнала Engineering News-Record (ENR) как победитель в категории «Лучшие проекты мира»